# Louvre-Lens
Il Louvre-Lens a Lens, in Francia, è un museo d'arte legato al celebre Museo del Louvre di Parigi. Inaugurato il 4 dicembre 2012, ha aperto al pubblico il 12 dicembre 2012.

## Galleria d'immagini

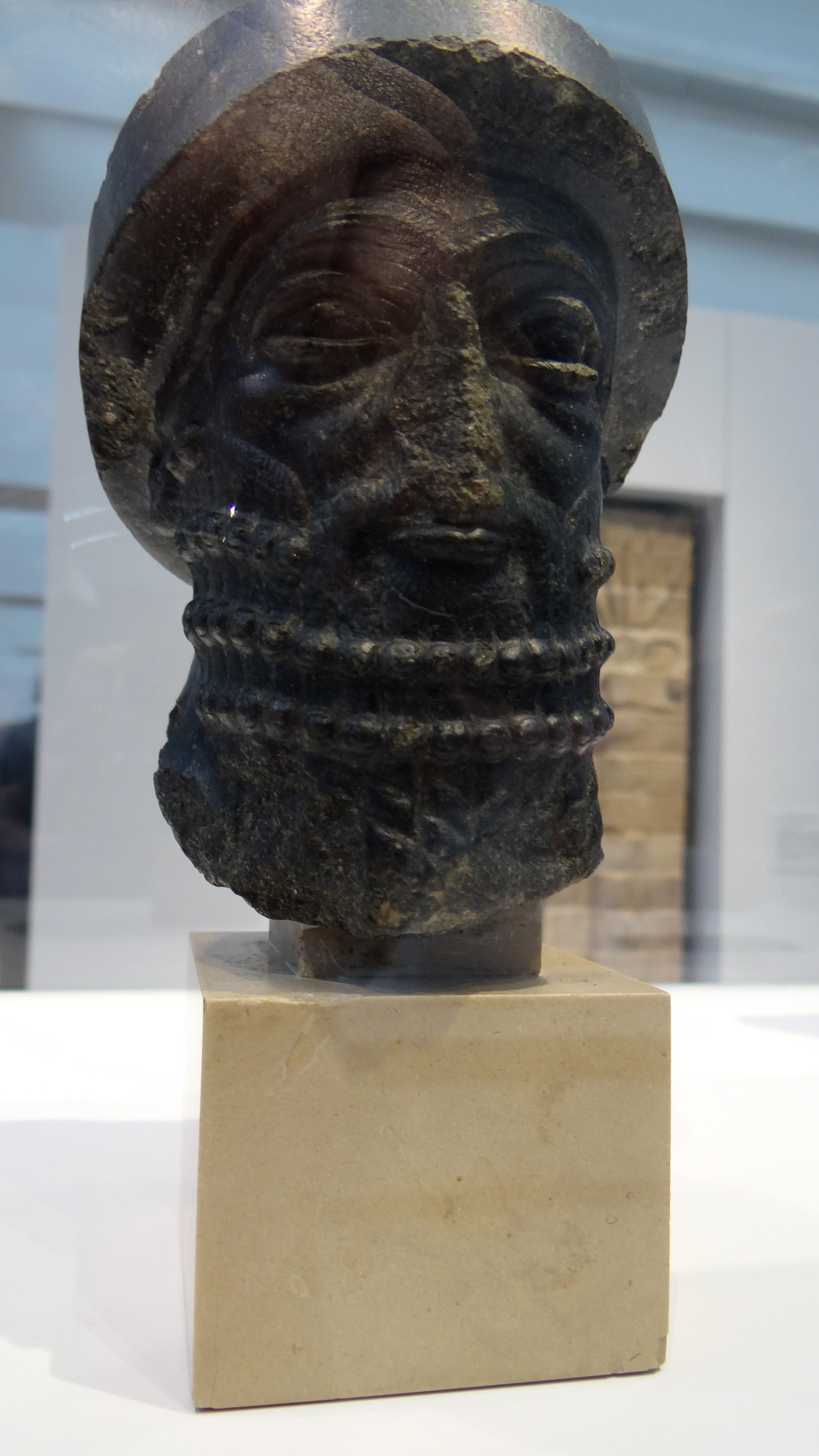
Hammurabi re di Babilonia (1900 a.C.)
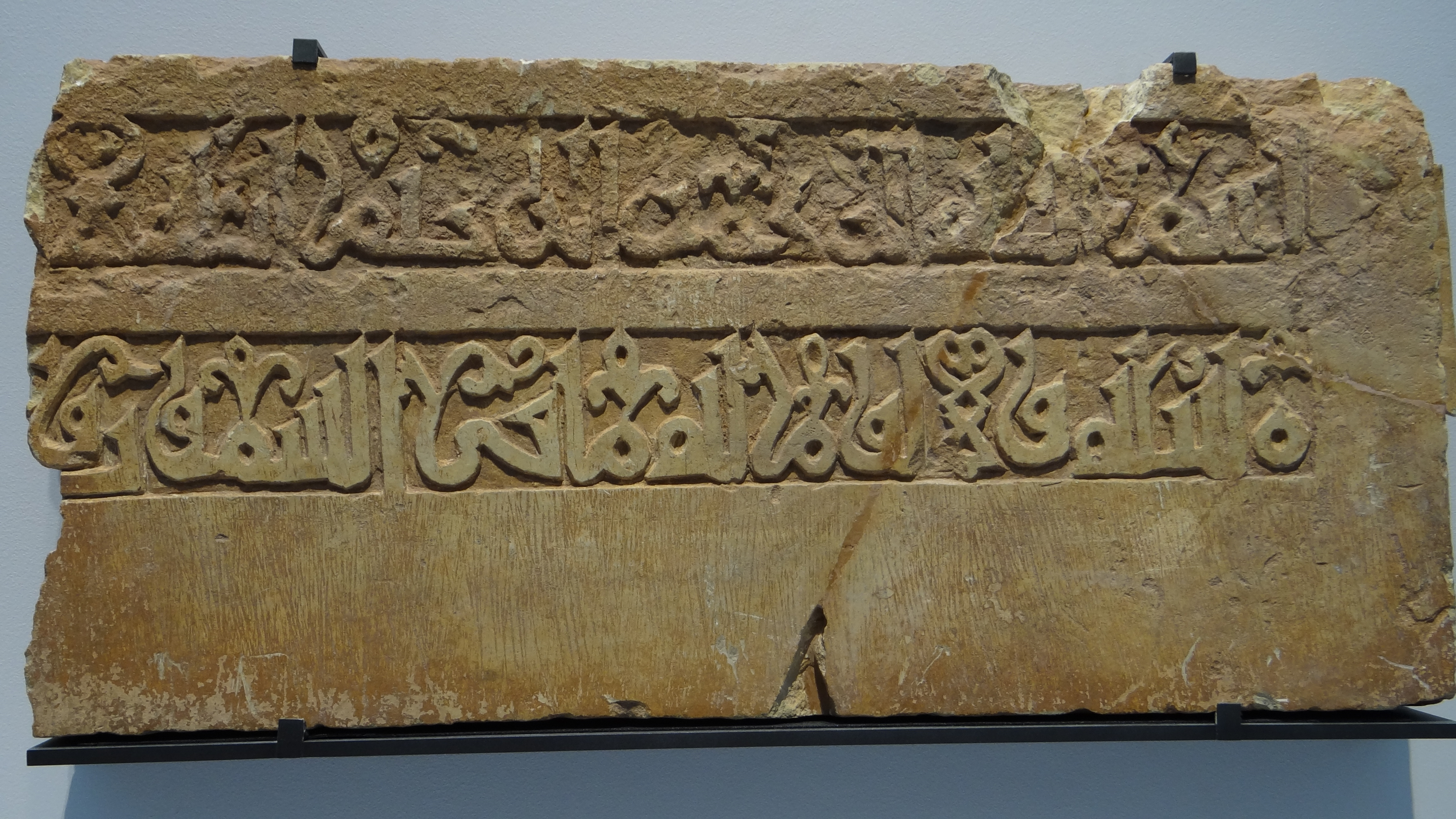
Frammento di fregio con iscrizione coranica in arabo angolato (1100-1200)
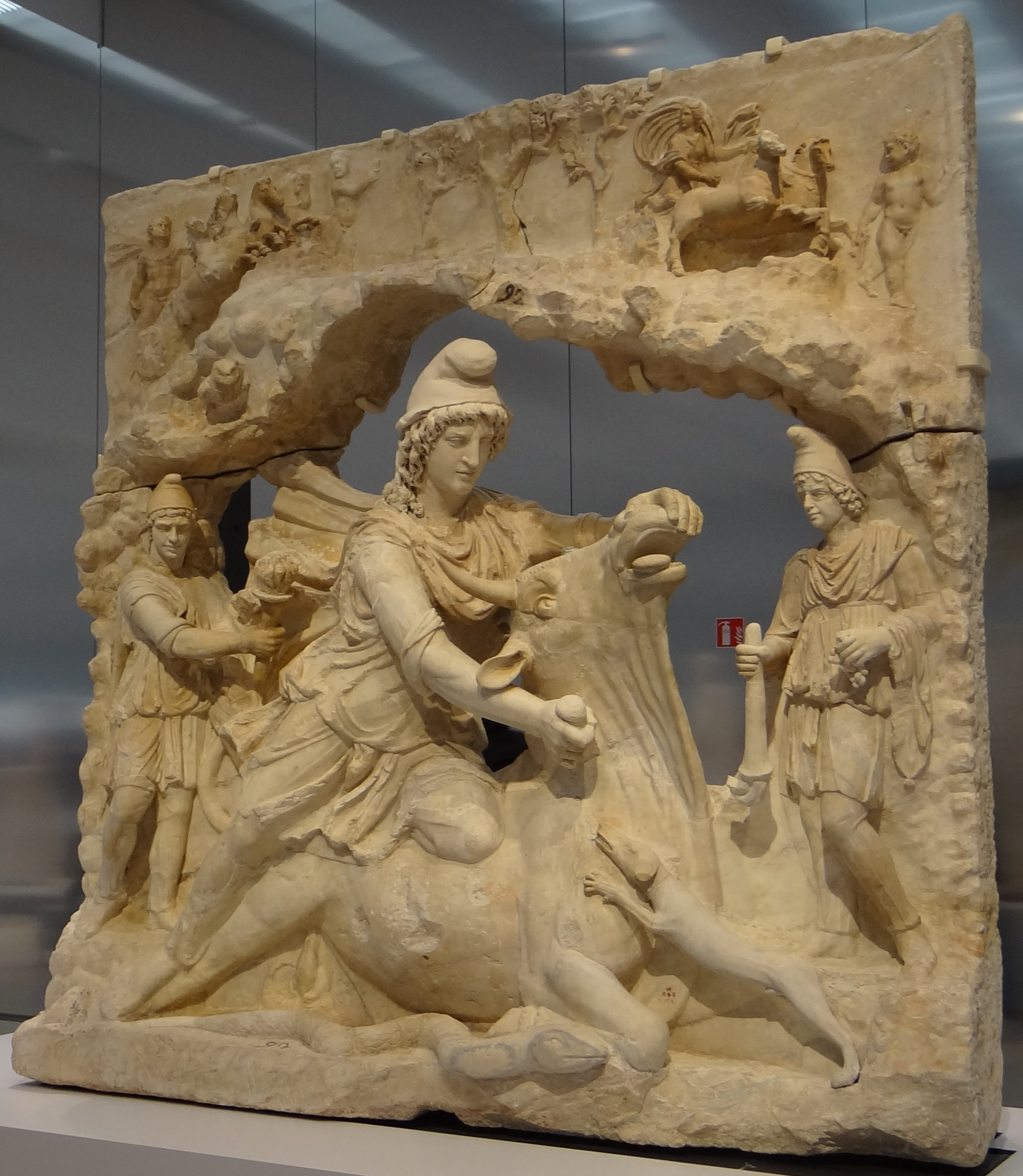
Mitra che sacrifica il toro (100-200)
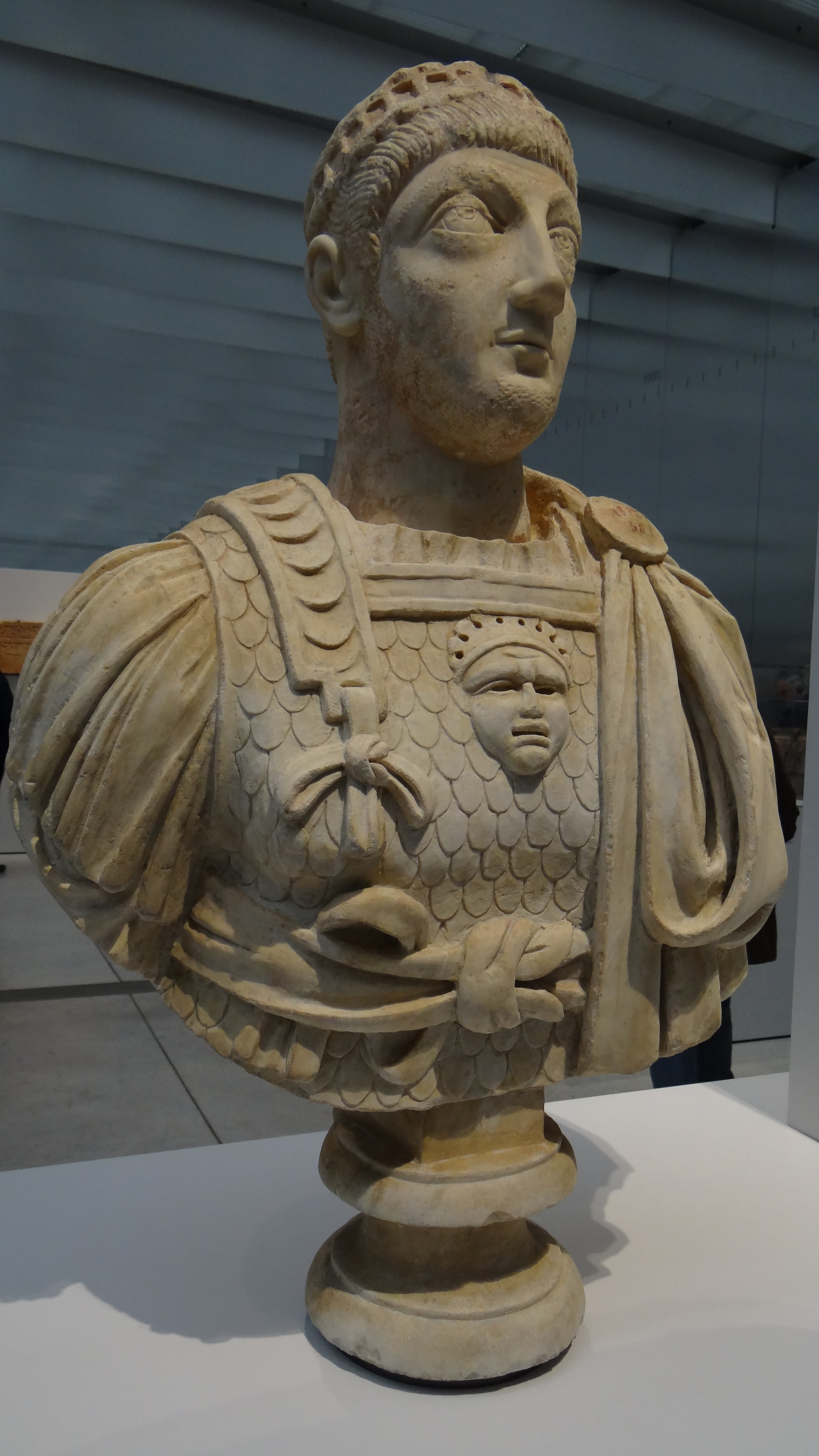
Teodosio II (408-450)
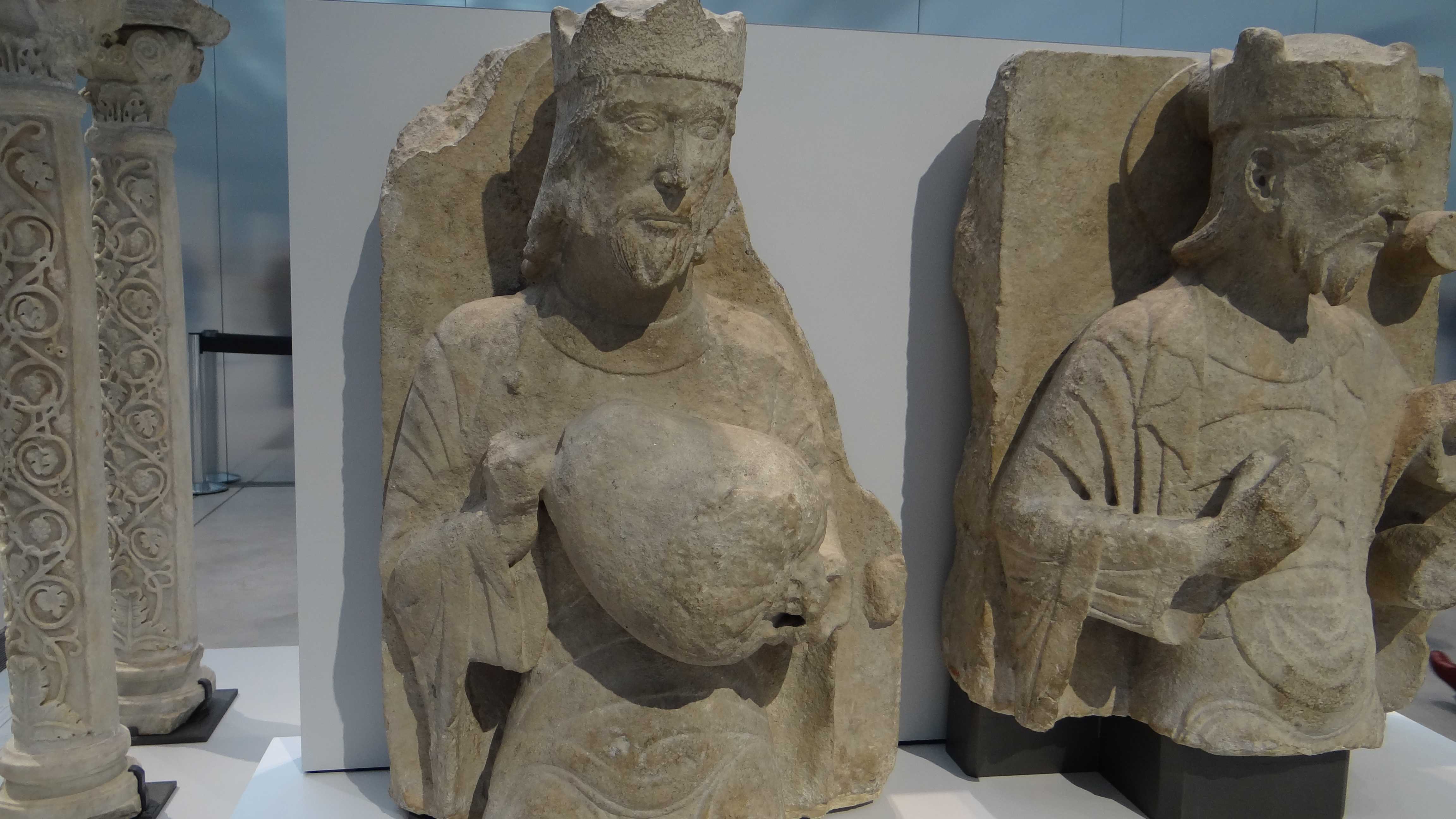
Torsi del re di Francia  (1150-1200)
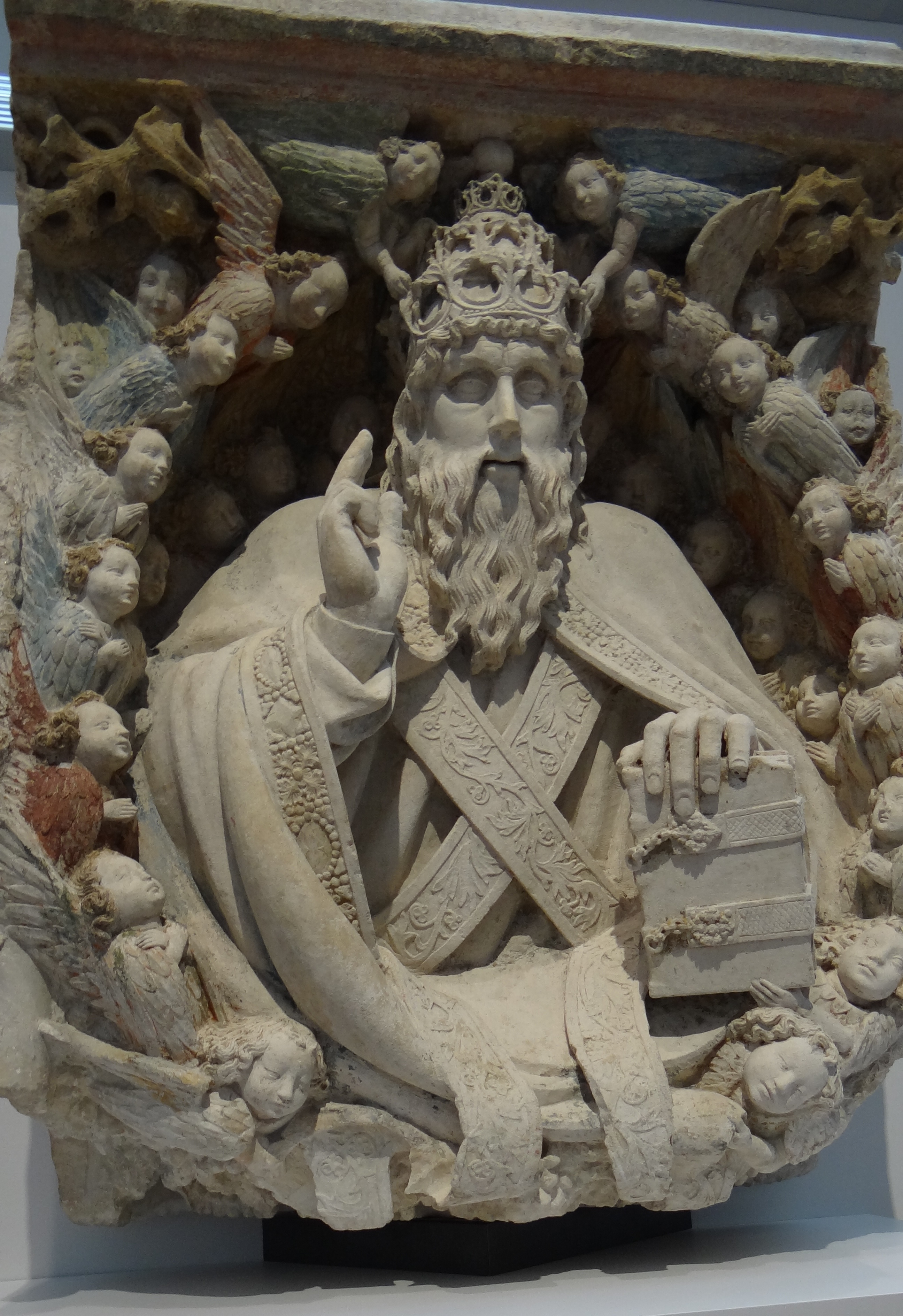
Dio che benedice circondato dagli angeli (1475)
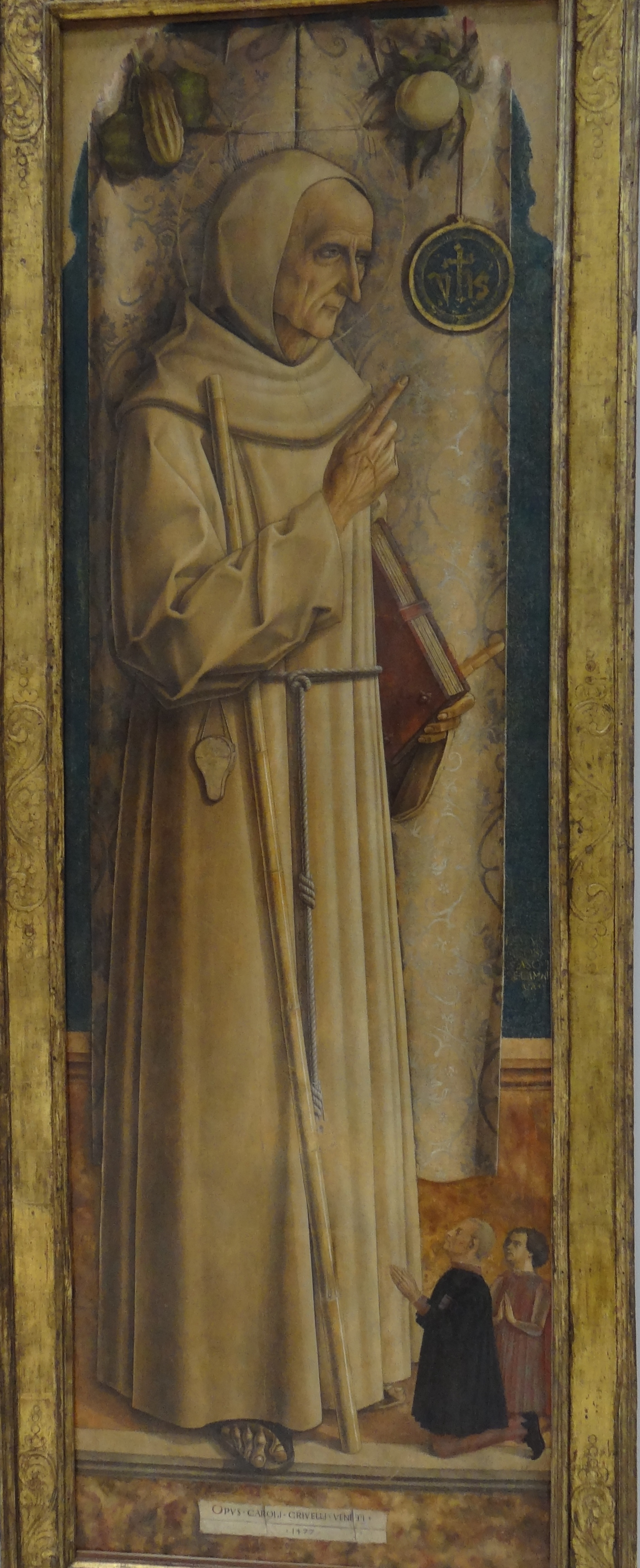
Giacomo della Marca  (Carlo Crivelli)
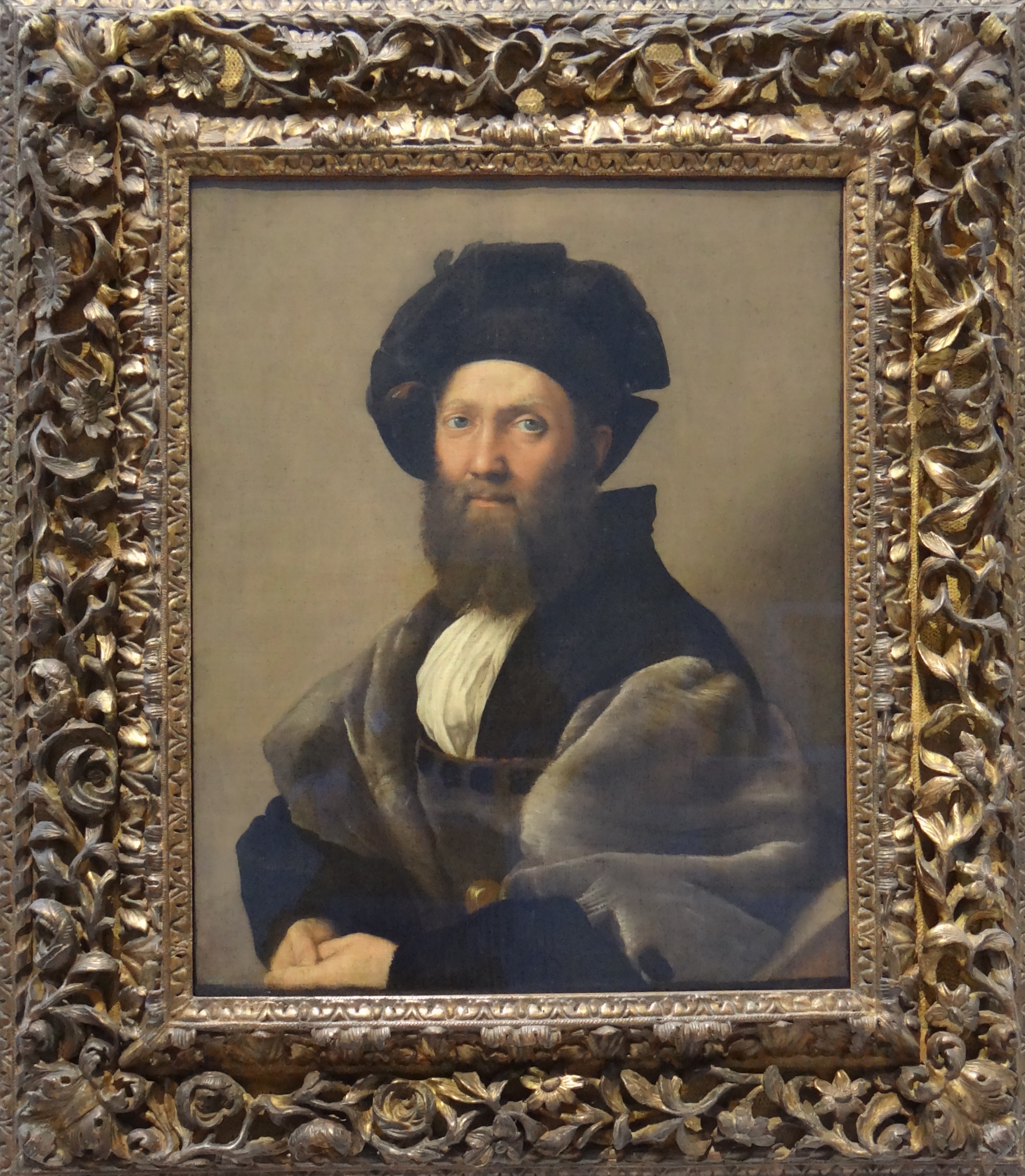
Baldassarre Castiglione (Raffaello Sanzio)
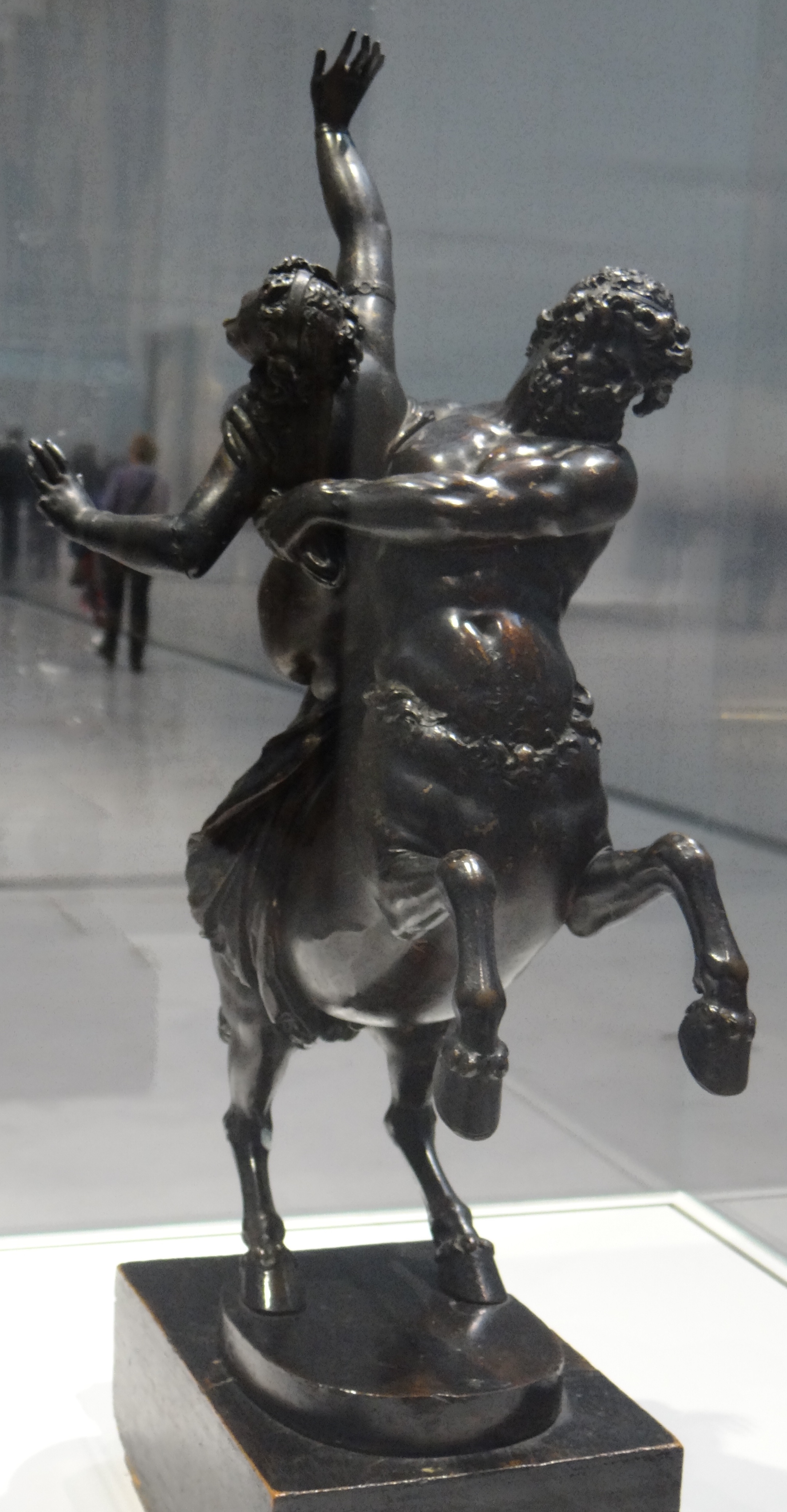
Deianira rapita dai Centauri  (Giambologna)
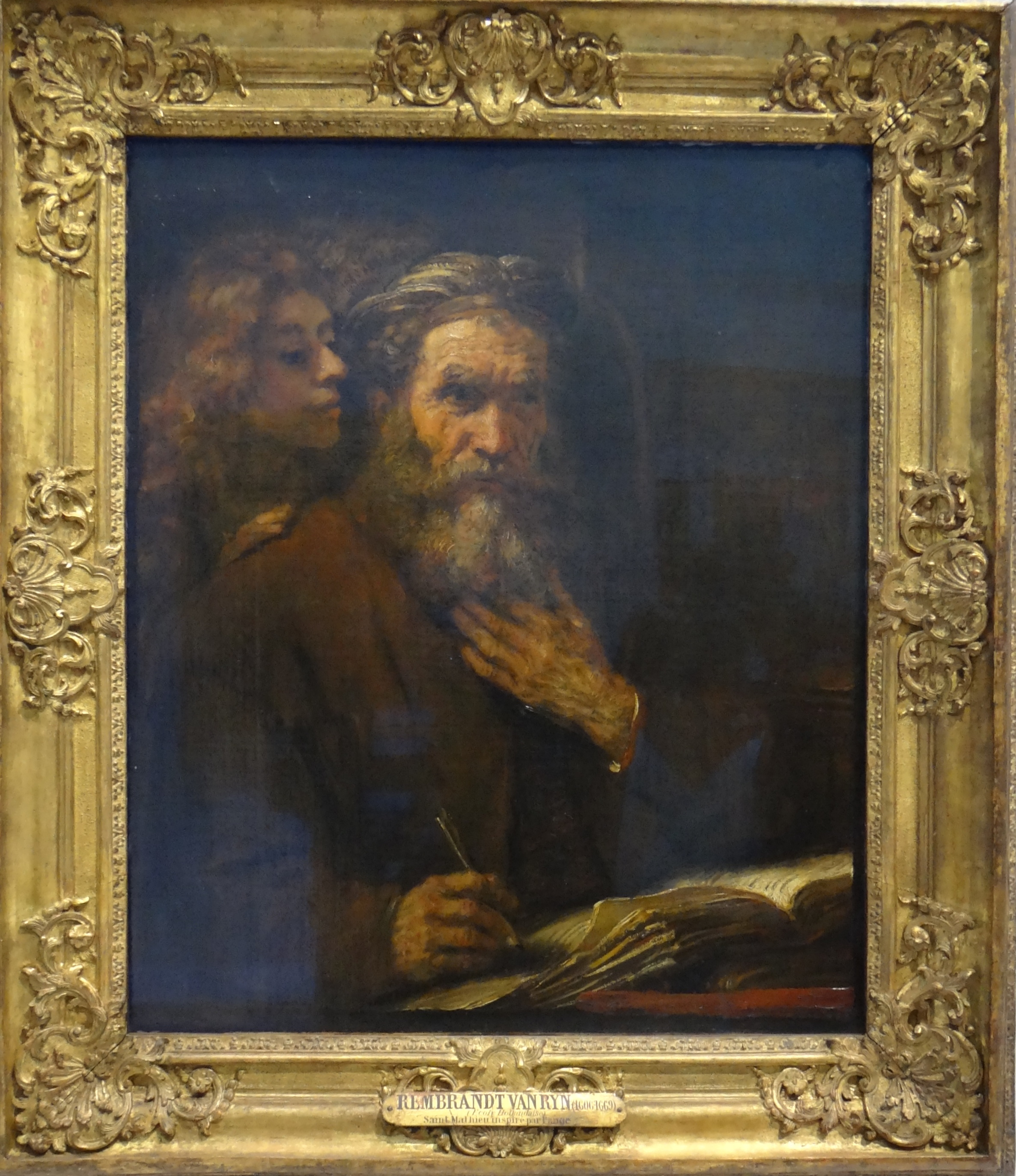
San Matteo e l'angelo (Rembrandt)
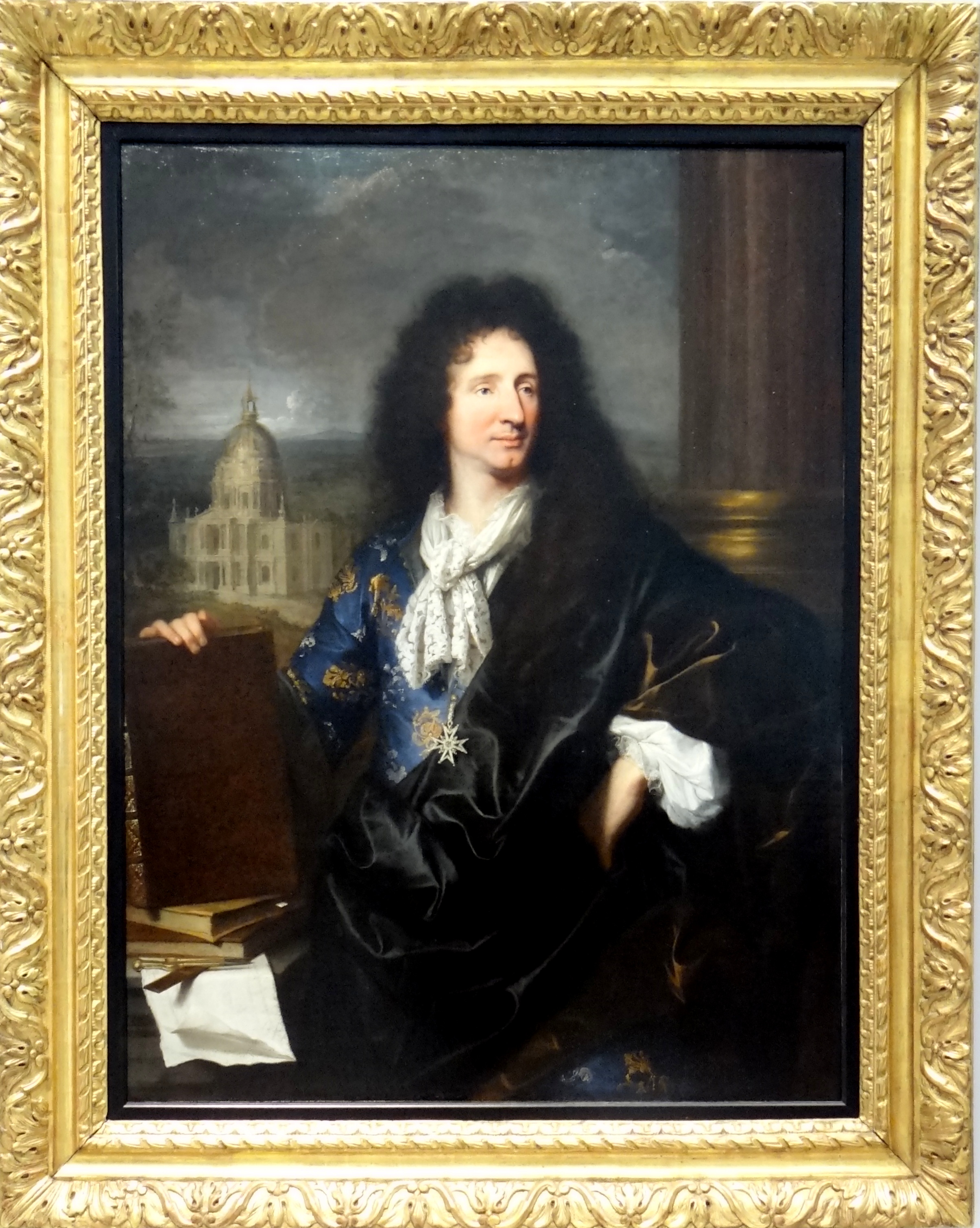
Jules Hardouin Mansart (Hyacinthe Rigaud - 1685)
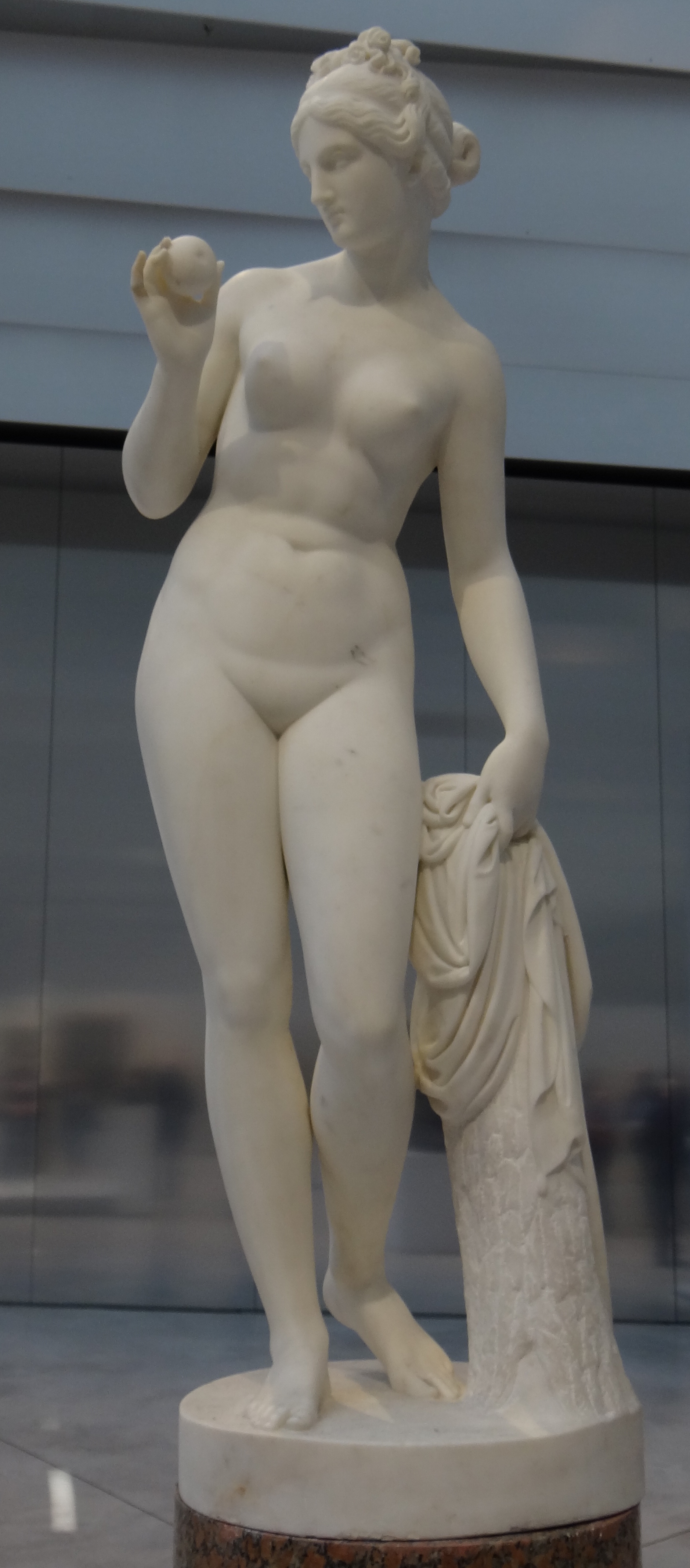
Venere con la mela (Bertel Thorvaldsen).
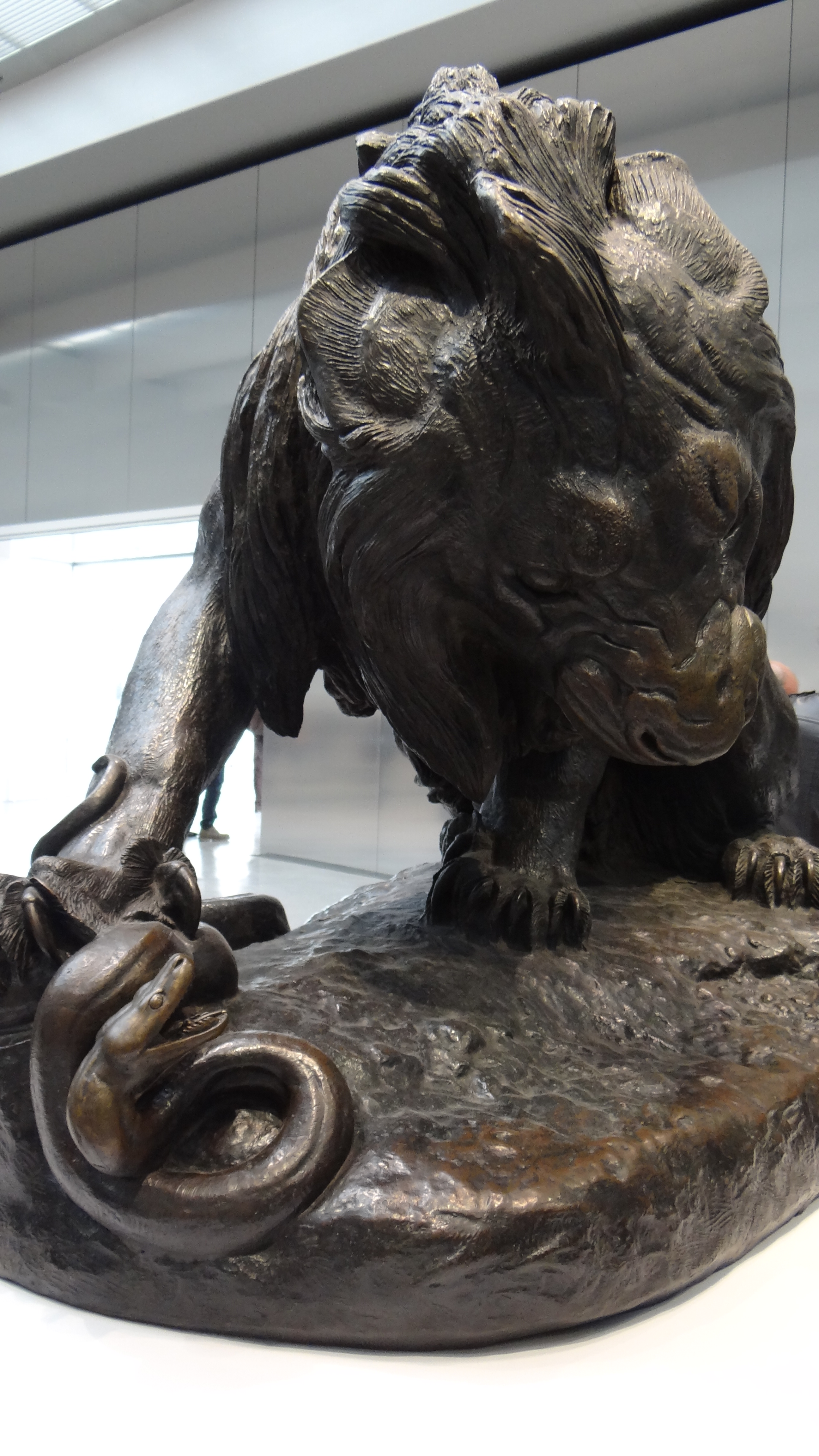
Il leone e il serpente (Antoine-Louis Barye -1832)
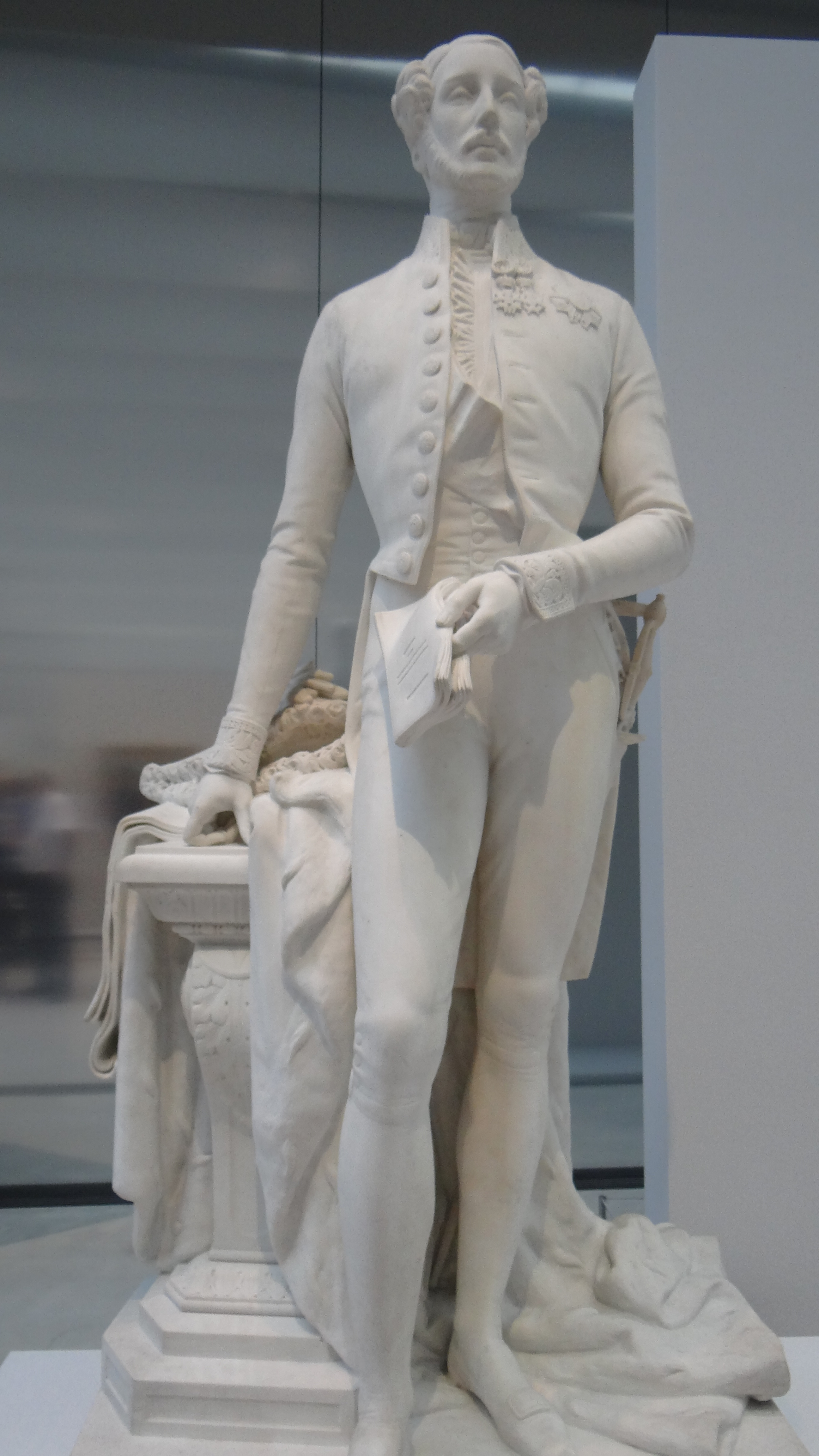
Ferdinando Filippo d'Orléans (Jean-Louis Jaley)